# 吳永吉
吳永吉（綽號「阿吉」、「吉董」，1970年10月19日—），台灣新北市瑞芳區人，號稱「愛寫歌的工人」，現為台灣董事長樂團吉他手與主唱，大吉祥錄音室負責人，擅長詞曲創作與音樂製作。
在2023年取得人生第一場226公里的超級鐵人三項成華語歌壇首位226km超級鐵人，並於2024年10月19日挑戰台東巴歌浪超級鐵人三項比賽，順利完成人生第五場鐵人三項賽，榮獲「全球百鐵認證」五鐵賞。
阿吉的爸爸當過礦工、漁夫及建築工人，阿吉則很早就決定要走上音樂這條路，並曾寫過信給李壽全，表達自己對他的音樂之喜愛。
阿吉曾於高中時期與同學組成「1989亞邁樂團」擔任貝斯手，而後加入較為重金屬的樂團「直覺」。1993年，參加「骨肉皮」樂團擔任貝斯手並認識了金剛。然而，光玩團是不足以餬口，阿吉也同時從事了許多工作，包括麵包師，搬運工，攝影助理，錄音助理等，並於1994年與友人合夥創辦「Scum」Pub並擔任負責人，為了鼓勵創作樂團，他規定到該Pub表演的樂團至少必須要有一首創作歌曲。1997年，Scum結束營業，他與何志盛（冠宇）、杜文祥（小白）、林大鈞（大鈞）、于培武（金剛）創立董事長樂團。
2003年與「閃靈樂團」主唱 Freddy及春天吶喊主辦人 Jimi （牟齊民）共同創辦「The Wall Live House」。
著有《最後一杯酒：董事長樂團的年少輕狂》一書。

## 音樂作品
- 1999年：發行首支單曲【攏袂歹勢】。(角頭音樂)
- 2000年：發行第01張專輯【你袂了解】。(華研國際音樂)
- 2001年：發行第02張專輯【chairman.tw2】。(動能音樂)
- 2002年：發行第03張專輯【11台】。(愛做音樂)
- 2003年：發行第04張專輯【冠宇單飛】。(角頭音樂)
- 2005年：發行第05張專輯【找一個新世界】。(典選音樂)
- 2006年：發行第06張專輯【真的假的】。(典選音樂)
- 2008年：發行第07張專輯【花光他的錢】。(喜瑪拉雅音樂)
- 2010年：發行第08張專輯【眾神護台灣】。(大吉祥整合行銷)
- 2013年：發行第09張專輯【One Life／一條命】。(大吉祥整合行銷)
- 2014年：發行第10張專輯【One World／一個世界】。(大吉祥整合行銷)
- 2016年：發行第11張專輯【董事長的少年時代】。(好有感覺音樂)
- 2018年：發行第12張專輯【祭】。(好有感覺音樂)
- 2019年：發行第13張專輯【風中浮沉的花蕊】。(好有感覺音樂)

## 獎項紀錄
| 年份 | 屆次                     | 專輯                          | 獎項               | 入圍                                            | 結果 |
| ---- | ------------------------ | ----------------------------- | ------------------ | ----------------------------------------------- | ---- |
| 1999 | 第2屆中華音樂人交流協會  | 《攏袂歹勢》                  | 年度十大單曲       | 〈攏袂歹勢〉                                    | 獲獎 |
| 2003 | 第14屆金曲獎             | 《十一台》                    | 最佳樂團獎         | 《十一台》                                      | 提名 |
| 2004 | 第15屆金曲獎             | 《單飛》                      | 最佳台語男演唱人獎 | 冠宇《單飛》                                    | 提名 |
| 2006 | 第9屆中華音樂人交流協會  | 《找一個新世界》              | 年度十大專輯       | 《找一個新世界》                                | 獲獎 |
| 2006 | 第17屆金曲獎             | 《找一個新世界》              | 最佳樂團獎         | 《十一台》                                      | 獲獎 |
| 2007 | 第10屆中華音樂人交流協會 | 《真的假的》                  | 年度十大專輯       | 《找一個新世界》                                | 獲獎 |
| 2007 | 第18屆金曲獎             | 《真的假的》                  | 最佳台語專輯獎     | 《真的假的》                                    | 獲獎 |
| 2008 | 第19屆金曲獎             | 蔣進興《My name is Bai lang》 | 最佳原住民語專輯獎 | 蔣進興《My name is Bai lang》                   | 提名 |
| 2008 | 第19屆金曲獎             | 蔣進興《My name is Bai lang》 | 最佳原住民語歌手獎 | 蔣進興《My name is Bai lang》                   | 提名 |
| 2009 | 第20屆金曲獎             | 《花光他的錢》                | 最佳樂團獎         | 《花光他的錢》                                  | 提名 |
| 2011 | 第22屆金曲獎             | 《眾神護臺灣》                | 最佳台語專輯獎     | 《眾神護臺灣》                                  | 提名 |
| 2011 | 第22屆金曲獎             | 《眾神護臺灣》                | 最佳編曲人獎       | 〈仙拼仙〉                                      | 提名 |
| 2011 | 第22屆金曲獎             | 《眾神護臺灣》                | 最佳樂團獎         | 《眾神護臺灣》                                  | 提名 |
| 2011 | 第22屆金曲獎             | 《眾神護臺灣》                | 最佳專輯包裝獎     | 蕭青陽《眾神護臺灣》                            | 提名 |
| 2011 | 第2屆金音創作獎          | 《眾神護臺灣》                | 最佳專輯獎         | 《眾神護臺灣》                                  | 提名 |
| 2011 | 第2屆金音創作獎          | 《眾神護臺灣》                | 最佳樂團獎         | 《眾神護臺灣》                                  | 提名 |
| 2011 | 第2屆金音創作獎          | 《眾神護臺灣》                | 最佳搖滾專輯獎     | 《眾神護臺灣》                                  | 獲獎 |
| 2011 | 第2屆金音創作獎          | 《眾神護臺灣》                | 最佳搖滾單曲獎     | 〈仙拼仙〉                                      | 提名 |
| 2011 | 第2屆金音創作獎          | 《眾神護臺灣》                | 最佳電音單曲獎     | 葉正豪〈仙拼仙(Pilot K Electro Funk Remix)〉    | 提名 |
| 2012 | 第3屆金音創作獎          | 15週年搖滾樂與路演唱會        | 最佳現場演出獎     | 2012/03/03 15週年搖滾樂與路演唱會 Legacy Taipei | 獲獎 |
| 2014 | 第25屆金曲獎             | 《One Life／一條命》          | 最佳台語專輯獎     | 《One Life／一條命》                            | 提名 |
| 2014 | 第25屆金曲獎             | 《One Life／一條命》          | 最佳樂團獎         | 《One Life／一條命》                            | 提名 |
| 2015 | 第26屆金曲獎             | 《One World／一個世界》       | 最佳樂團獎         | 《One World／一個世界》                         | 提名 |
| 2017 | 第28屆金曲獎             | 《董事長的少年時代》          | 年度專輯獎         | 《董事長的少年時代》                            | 提名 |
| 2017 | 第28屆金曲獎             | 《董事長的少年時代》          | 最佳台語專輯獎     | 《董事長的少年時代》                            | 提名 |
| 2017 | 第28屆金曲獎             | 《董事長的少年時代》          | 最佳樂團獎         | 《董事長的少年時代》                            | 提名 |
| 2018 | 第21屆中華音樂人交流協會 | 《祭》                        | 年度十大專輯       | 《祭》                                          | 獲獎 |
| 2018 | 第29屆金曲獎             | 《祭》                        | 最佳樂團獎         | 《祭》                                          | 獲獎 |
| 2018 | 第29屆金曲獎             | 《祭》                        | 最佳專輯裝幀設計獎 | 蕭青陽《祭》                                    | 提名 |
| 2019 | 第61屆葛萊美獎           | 《祭》                        | 最佳專輯包裝設計獎 | 蕭青陽《祭》                                    | 提名 |
| 2019 | 第17屆全美獨立音樂]      | 《祭》                        | 最佳專輯包裝設計獎 | 蕭青陽《祭》                                    | 提名 |
| 2020 | 第31屆金曲獎             | 《風中浮沉的花蕊》            | 最佳台語男歌手獎   | 吳永吉《風中浮沉的花蕊》                        | 提名 |

- 2018年：以【祭】專輯收錄之《九天玄女音樂錄影帶》入選「英國Feel The Reel國際影展」、「美國國際獨立影片獎-夏季徵選金獎」、「紐約The Cutting Room國際短片影展-放映片」、「台灣金點設計獎-設計標章」、「美國Bare Bones film影展」。

## 家庭
其妻林芷瑩，兩人生有2女1男。
2014年《壹週刊》報導，他與何欣穗有婚外情，兩人生下一女。

## 外部連結
- 追追追－「董事長樂團」棒球與搖滾精神的新結合（页面存档备份，存于）